# René Coty
René Coty (Le Havre, 1882. március 20. – Le Havre, 1962. november 22.) francia ügyvéd, politikus, a Negyedik Francia Köztársaság 2. elnöke.

## Pályafutása
Bölcsészettudományokat és jogot tanult a Caen Normandie Egyetemen. Szülővárosában kezdte ügyvédi pályáját, ahol 1908-ban a városi tanács tagjává választották. 1914. november 12-én önkéntesként indult az első világháborúba a 129. gyalogos ezreddel, és a verduni csatában is harcolt.
1923-ban Seine-Inférieure megye parlamenti képviselőjévé választották. A nemzetgyűlésben a baloldali republikánusok csoportjához csatlakozott, és részt vett a kereskedelmi hajózással, Korzika fejlesztésével, a polgári és büntető törvénykezéssel foglalkozó bizottságok munkájában.
1930. december 13-án Théodore Steeg kabinetjében belügyi államtitkár helyettessé nevezték ki, de a belügyminiszter ellenséges magatartása miatt december 23-án beadta lemondását. 1935. október 20-án Seine-Inférieure szenátusi képviselője lett. 1947. november 24-én Robert Schumann kormányában az újjáépítés és városfejlesztés minisztériumának élére került. Később André Marie kormányában, és Schumann második kormányában is megtartotta posztját.
1953. december 23-án a Negyedik Francia Köztársaság elnökévé választották. Elnökségét gyakori kormányválságok jellemezték. Az algériai háború, és az 1958 májusi politikai válság arra késztette Cotyt, aki katonai puccstól tartott, hogy visszahívja de Gaulle-t a politikai életbe.

## Kapcsolódó szócikk
- Franciaország elnökeinek listája